# Sarny (województwo łódzkie)
Sarny – wieś w Polsce położona w województwie łódzkim, w powiecie sieradzkim, w gminie Błaszki.
| SIMC    | Nazwa | Rodzaj    |
| ------- | ----- | --------- |
| 1041053 | Młyn  | część wsi |

W latach 1975–1998 miejscowość położona była w województwie sieradzkim.